# Circulateur (optique)

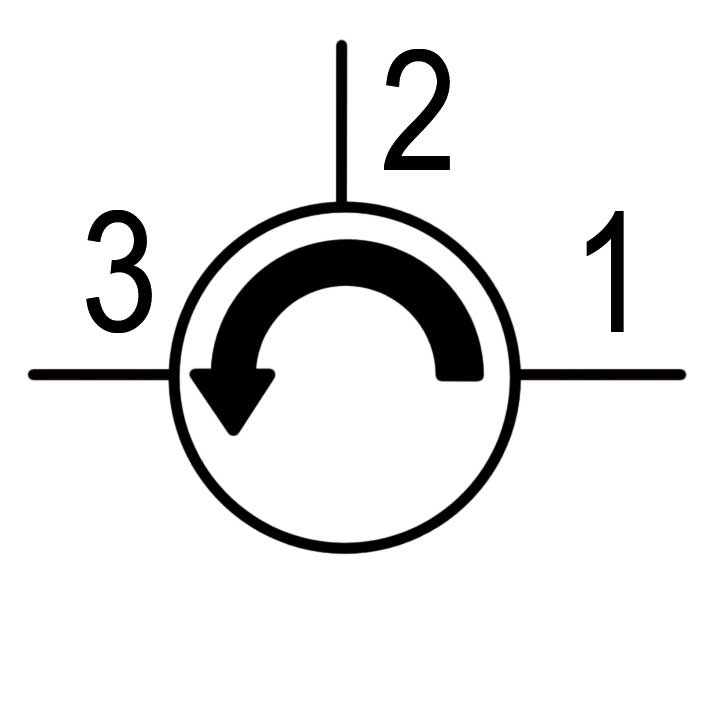
Symbole d'un circulateur optique

Un circulateur optique est un composant d'optique fibré. Il s'agit d'un composant à trois ports conçu de telle manière à ce que chaque faisceau entrant ressorte par le port suivant. Avec le coupleur et l'isolateur il s'agit d'un des dispositifs fibrés les plus utilisés dans le domaine des télécommunications optiques. Ce composant est l'équivalent optique des circulateurs électroniques.  

## Historique
Les travaux initiaux sur les circulateurs optiques ont été réalisés dans les années 1960. Les premiers chercheurs qui s’y sont intéressés avaient des motivations issues des circulateurs pour radio-fréquences, et n’ont donc pas initialement considéré les problèmes de polarisation. Néanmoins, les premiers prototypes de circulateurs optiques, réalisés par Atsushi Shibukawa à la fin des années 1970, fonctionnaient grâce à des phénomènes de polarisation. Le premier circulateur optique comportait deux cubes à séparation de polarisation orientés à 45 degrés l’un par rapport à l’autre. Entre ces deux cubes, un cristal à haut effet Faraday (initialement du YIG de formule chimique Y3 Fe5 O12) permettait de faire tourner la polarisation incidente d’un angle de 45° également. Ce premier circulateur n’était valable que pour les lumières polarisées de façon rectiligne. Pour pouvoir utiliser ce système à la fois comme un circulateur et un isolateur, Shibukawa installa des ports sur les sorties complémentaires des cubes à séparation de polarisation. Les cubes séparateurs de polarisation choisis furent des prismes de Glan-Taylor, appréciés pour le grand angle formé par leurs deux sorties, beaucoup plus important que ceux des prismes de Rochon, Wollaston ou Glan-Thompson. D’autre part, ce type de prisme jouit d’un très bon contraste de polarisation, ce qui est critique pour les performances d’un circulateur optique. Ce choix permit à l’équipe de Shibukawa de réaliser des circulateurs relativement compacts. 
En parallèle, les recherches sur les fibres optiques ont mené vers la fin des années 1970 à la constatation que les fibres monomodes n’étaient pas à maintien de polarisation. Cela a imposé le développement de circulateurs indépendants de la polarisation. À l’époque, les chercheurs souhaitaient également diminuer les pertes et avoir de grandes isolations, cela a donc nécessité l’amélioration des cubes séparateurs de polarisation. Les premiers circulateurs indépendants de la polarisation étaient pour la plupart à quatre ports.
À cette époque, les performances des circulateurs laissaient à désirer, en particulier à cause des pertes dues aux traitements anti-reflets, au cristal de YIG et au mauvais couplage dans les fibres. Les pertes d’insertion atteignaient 2 dB, et l’isolement variait entre 13 et 28 dB en fonction de la combinaison des ports. Les performances dépendaient également de la longueur d’onde. 
Ce premier circulateur n’était pas très pratique à mettre en place puisque les deux cubes séparateurs de polarisations devaient être positionnés à 45° l’un par rapport à l’autre. Pour éviter ce problème, un élément réciproque (une lame demi-onde) fut ajoutée. Grâce à cette lame, la polarisation entrante est identique à la polarisation sortante et donc les deux cubes sont alignés. Cependant, une lame demi-onde n’étant réellement demi-onde qu’à une longueur d’onde donnée, cela limite la tolérance du composant aux variations de longueur d’onde. Ainsi, un autre montage consiste à utiliser deux cristaux à effet Faraday et à intercaler un prisme de Rochon entre les deux. Dans ce second cas, les polarisations entrantes et sortantes sont orthogonales. De plus, le composant devient plus tolérant aux variations de longueur d’onde et son isolation est doublée du fait de la présence de deux cristaux à effet Faraday.

## Généralités
Dans son principe, le circulateur optique correspond à une série d'isolateurs cascadés en boucle fermée.
Les circulateurs sont reconnus pour leur performances en termes d'isolation et d'insertion. Les pertes par insertion sont typiquement de 0,6 dB et peuvent atteindre 0,5 dB pour les meilleurs. Les performances d'isolation varient quant à elles de 35 à 45 dB. Les pertes dues à la polarisation (en anglais PDL pour Polarisation Dependant Loss) varient entre 0.15 et 0.5 dB et le temps de réponse varie entre 0,07 et 0,05 ps.
Les circulateurs optiques sont des composants non réciproques. En conséquence, les propriétés d'un faisceau lumineux traversant le circulateur dans un sens ne sont pas inversées lorsqu'il le traverse dans l'autre sens. On peut néanmoins forcer la réciprocité en brisant la symétrie du système, par exemple en appliquant un champ magnétique extérieur. Le rotateur de Faraday est un autre exemple de composant optique non réciproque.

## Fonctionnement

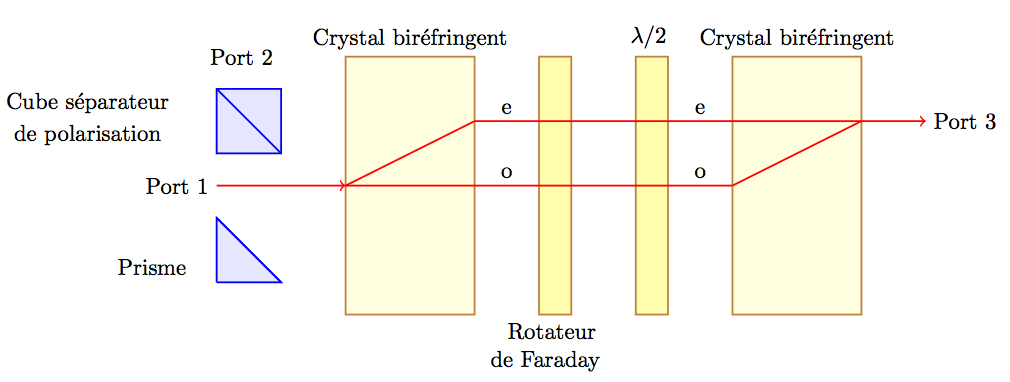
Le faisceau circule du port 1 vers le port 3.

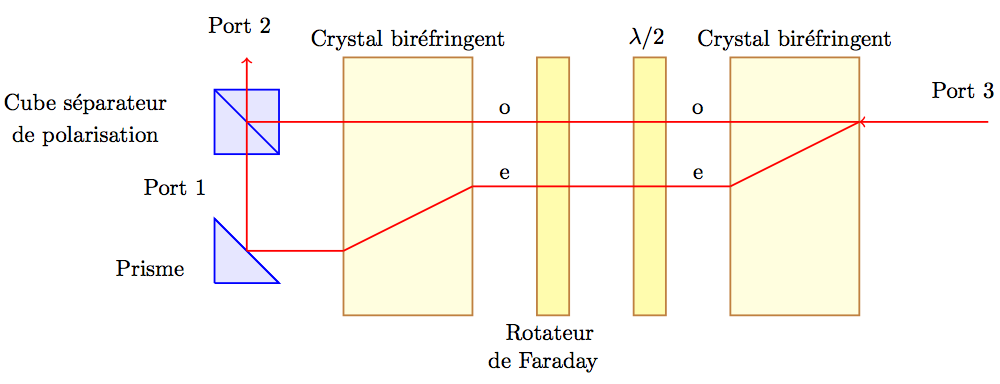
Le faisceau circule du port 3 vers le port 2.

Les circulateurs font appel aux lois de la polarisation.
- Du port 1 vers le port 3: Le faisceau incident rencontre le premier cristal biréfringent et se sépare en deux composantes, l'une ordinaire, l'autre extraordinaire, mais parallèles entre elles. Le passage dans le rotateur de Faraday couplé à la lame demi-onde a pour effet de faire tourner la polarisation d'un angle de 90° dans le sens horaire. La composante qui était ordinaire devient extraordinaire et réciproquement. Le passage dans le second cristal biréfringent permet la recombinaison des deux faisceaux en sortie du circulateur[3].

- Du port 3 vers le port 2: La lumière venant du port 3 vient heurter un premier cristal biréfringent qui sépare le faisceau en deux faisceaux polarisés respectivement ordinaire et extraordinaire. La succession de la lame demi-onde et du rotateur de Faraday vient doubler l'écartement entre les deux faisceaux. Ceci est rendu possible dans un sens de propagation (et pas l'autre) car le rotateur de Faraday n'est pas réciproque. Le faisceau polarisé ordinaire vient heurter le cube séparateur de polarisation tandis que le faisceau extraordinaire vient simplement se réfléchir contre un prisme[3].

## Utilisation en télécommunications

### Séparation de deux faisceaux contrapropageants

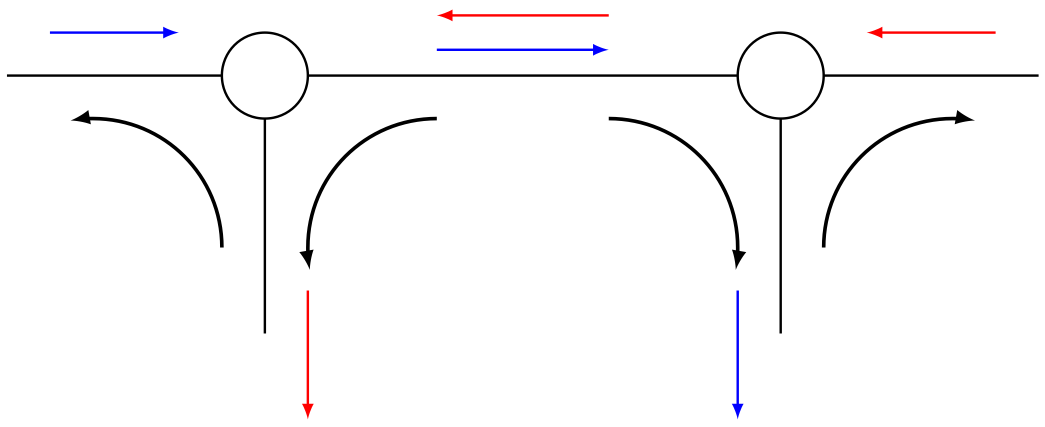
Séparation de deux faisceaux contrapropageants dans une fibre optique en utilisant deux circulateurs optiques

De manière générale en télécommunication, on cherche à optimiser les conducteurs, c'est-à-dire faire passer le plus possible d'informations dans le même câble. En plus du multiplexage rendu possible par les coupleurs, les circulateurs permettent de séparer deux faisceaux contrapropageants dans une même fibre. Cela permet ainsi d'utiliser une seule fibre optique dans laquelle on transporte en simultané des informations dans les deux sens.

### Amplification de signal
Lorsqu'on transporte des signaux optiques sur de longues distances, il est souvent nécessaire d'amplifier régulièrement les signaux optiques. Néanmoins, il faut veiller à ne pas déformer temporellement le signal sous risque de détruire l'information. Un circulateur placé sur une fibre optique de télécommunication muni d'une pompe sur l'un de ses ports est l'outil généralement utilisé pour amplifier le signal dans ce type de situation. Pour amplifier un signal à 1550 nm, peut par exemple utiliser un circulateur à EDFA pompé à 980 nm

### Compensation de la dispersion
Parce qu'un signal optique n'est jamais parfaitement monochrome, sa répartition des vitesses de propagation dans la fibre n'est pas un pic de Dirac. En conséquence, après quelques centaines de kilomètres de propagation, le signal est déformé et il est nécessaire de corriger son étalement. Pour cela, un circulateur relié à réseau de Bragg fibré permet de compenser la dispersion.